# Osečná
Osečná település Csehországban, Libereci járásban. Osečná Ralsko, Světlá pod Ještědem, Křižany, Cetenov, Český Dub, Janův Důl és Hamr na Jezeře településekkel határos. Lakosainak száma 1199 fő (2024. január 1.).

## Népesség
A település lakosságának változását az alábbi diagram mutatja:
| Lakosok száma | 3165 | 2568 | 2166 | 1183 | 1091 | 1023 | 1100 | 1116 | 1146 | 1199 |
|               | 1869 | 1900 | 1921 | 1961 | 1980 | 2011 | 2016 | 2019 | 2021 | 2024 |